# Jonija
Jonija (grško Ἰωνία, Ἰωνίη, latinizirano: Iōnía, Iōníē, turško İyonya) je bila starodavna regija na zahodni obali Anatolije, južno od današnjega Izmirja. Sestavljena je iz najsevernejših ozemelj Jonske zveze grških naselbin. Nikoli ni bila enotna država, ime je dobila po Joncih, ki so se v regiji naselili pred arhaičnim obdobjem.
Prava Jonija je obsegala ozek obalni pas od Fokaje na severu blizu izliva reke Hermus (danes Gediz) do Mileta na jugu blizu izliva reke Maeander  (sodobna Büyük Menderes) in je vključevala otoka Hios in Samos. Na severu je bila omejena z Eolijo, na vzhodu z Lidijo in na jugu s Karijo. Mesta v regiji so imela pomembno vlogo v sporih med Ahemenidskim cesarstvom in Grki.
Jonska mesta so prepoznali po mitskih tradicijah o sorodstvu in po uporabi jonskega narečja, vendar je obstajala osrednja skupina dvanajstih jonskih mest, ki so tvorila Jonsko zvezo in imela skupno svetišče in festival v Panionionu. Teh dvanajst mest je bilo (od juga proti severu): Milet, Myus, Priena, Efez, Kolofon, Lebedos, Teos, Eritrej, Klazomena in Fokaja, skupaj z otokoma Samos in Hios. Smirno, prvotno eolsko kolonijo, so kasneje zasedli Jonci iz Kolofona in postala jonsko mesto.

## Geografija
Jonija je bila majhna po obsegu, saj ni presegala 150 kilometrovv dolžino od severa proti jugu, z mesti, ki so bila na ozkem pasu med morjem in gorami, katerega širina se spreminja od 60 do 90 kilometrov. Obala je tako zapletena, da je bilo potovanje vzdolž njenih obal ocenjeno na skoraj štirikratno neposredno razdaljo. Lokacija vzhodne meje z Lidijo in Karijo je bila v antiki nejasna.
Regija je obsegala tri izjemno rodovitne doline, ki so nastale z izlivom treh rek, med najpomembnejšimi v Mali Aziji: Hermus na severu, ki se izliva v Smirnski zaliv, čeprav je bila nekoliko oddaljena od mesta s tem imenom; Caÿster (sodobna reka Küçük Menderes), ki je tekla mimo Efeza; in Maeander, ki je v starih časih odvajala svoje vode v globok zaliv med Prieno in Miletom, ki pa je bil postopoma napolnjen z nanosi te reke.
Dve gorski verigi vzhod-zahod delita regijo in se raztezata v Egejsko morje kot polotoka. Prva se začne kot gora Sipylus med dolinama rek Hermus in Caÿster ter se nadaljuje kot polotok Eritrej, ki gleda na otok Hios. Drugo je pogorje Messogis med rekama Caÿster in Maeander, ki postane polotok Mycale, ki sega proti otoku Samos. Nobena od teh gorskih verig ne presega 1200 metrov.
Jonija je v starih časih uživala sloves najrodovitnejše regije Male Azije. Herodot izjavlja, da »v smislu podnebja in vremena ni lepše regije na vsem svetu.«

## Zgodovina
Od 18. stoletja pr. n. št. je bila regija del Hetitskega cesarstva z možnim imenom Arzava, ki so ga vsiljivci uničili v 12. stoletju pr. n. št. skupaj s propadom cesarstva. Jonijo so naselili Grki verjetno v 11. stoletju pred našim štetjem. Najpomembnejše mesto je bil Milet (Millawanda/Milawata Hetitov). V Anatoliji iz pozne bronaste dobe ni nobenih zapisov o ljudeh z imenom Jonci, vendar hetitska besedila beležijo stik z Ahijavani ("Ahajci"), ne da bi bila jasna njihova lokacija. Milet in nekatera druga mesta, ki so jih pred tem ustanovili negrki, so sprejela prebivalstvo mikenskih Grkov.

### Naselje
Zdi se, da se je grška poselitev Jonije pospešila po koncu bronaste dobe, vendar zaradi pomanjkanja sodobnih virov zaporedje dogodkov ni jasno.
Stari Grki so verjeli, da so bili Jonci potomci Jona (bodisi sina ali vnuka Helena, mitskega prednika Grkov) in so se v mitskih časih preselili iz Grčije v Malo Azijo. Zgodba je izpričana iz klasičnega obdobja. Herodot navaja, da so Jonci v Aziji ohranili delitev na dvanajst mest, ki je prevladovala v jonskih deželah severnega Peloponeza, njihove nekdanje domovine, ki je po njihovem odhodu postala Ahaja. Vendar pa zgodbo o selitvi najpopolneje opisujeta avtorja iz rimskega obdobja Strabon in Pavzanij. Poročajo, da so Jonce s Peloponeza pregnali Ahajci, kralj Melant pa jim je dal zatočišče v Atene. Kasneje, ko je bil Medon izbran za kralja Aten, so njegovi bratje, »Kodrusovi sinovi«, vodili skupino Joncev in drugih v Malo Azijo. Istočasno so Eolci iz Beocije naselili obalo severno od Joncev, Dorci pa na Kreti, Dodekanezu in v Kariji.
Po Pavzaniju so bili Kodrovi sinovi naslednji:
- Neileus je osvojil Milet od Krečanov.[11] Pavzanij in večina drugih virov predstavljajo Neileja kot glavnega vodjo Joncev.[12]
- Androkl je osvojil Efez pred Lelegi in Lidijci, osvojil Samos in umrl pri obrambi Priene pred Karijci.[13] Strabon pravi, da je bil Androkl vodja Joncev in edini zakoniti Kodrov sin.[14]
- Ciaret je Karijcem vzel Mjus.[15]
- Damazihton in Promet sta v Kolofonu našla potomce Tersandra iz Teb in se naselila ob njih, kasneje pa je Promet ubil svojega brata in pobegnil na Naksos.[16]
- Andraemon je osvojil Lebedus od Karijcev.[17]
- Damaz in Naokl sta se naselila v Teosu, skupaj z Beotijci, ki jih je vodil Geres. Mesto so že naselili Jonci pod Apoekom (čigar ime dobesedno pomeni "ustanovitelj") in Minijci, ki so se naselili pod Atamasom.[18]
- Kleop je zbral skupino, sestavljeno iz enakih deležev iz vseh jonskih mest, in jih naselil v Eritreju, kjer so že bili Krečani, Likijci, Karijci in Pamfilci.[19]

Pavzanij poroča, da so bila druga mesta ustanovljena ali postala jonska pozneje:
- Prieno je ustanovil Neilejev sin Egipt, skupaj s Filotasom, kot skupno jonsko in tebansko naselbino.[20]
- Klazomenaj je ustanovila skupina Joncev, ki so za ustanovitelja sprejeli Parforja, Kodrusovega potomca iz Kolofona.[21]
- Fokajo je ustanovila skupina Fokijcev iz bližine Delfov, ki sta jo vodila Filogen in Damon iz Aten, nato pa je za svoje kralje sprejela Deoeta, Perikla in Abarta, Kodrove potomce, da bi pridobili priznanje za Jonce.[22]
- Proklej, Pitirejev sin iz Epidavra, Ionov potomec, ki ga je Argos izgnal, je osvojil Samos. Pod njegovim sinom Leogorjem so Efežani pod Androklovim vodstvom osvojili otok, Samosčani pa so pobegnili na Samotrako in v Anejo, a so nato ponovno osvojili Samos.[23]
- Hios so naselili Krečani pod Enopionom, nato Karijci in Abanti z Evbeje. Enopionov vnuk Hektor jih je pregnal in od Joncev prejel trinožnik in pravico do žrtvovanja v Panionionu (Pavzanij izraža negotovost glede tega, kako so zaradi tega postali Jonci).[24]
- Smirno so osvojili Eolci, kasneje pa so jo osvojili Kolofonci.[25]

### Arhaično obdobje
V arhaičnem obdobju so bili »jonski polisi med kulturnimi, intelektualnimi in političnimi voditelji grškega sveta.«

#### Jonska zveza
Dvanajst jonskih mest je oblikovalo versko in kulturno (v nasprotju s politično ali vojaško) konfederacijo, Jonsko zvezo, katere značilnost je bila udeležba na panjonskem festivalu. Ta praznik je potekal na severnem pobočju gore Mikale v svetišču, imenovanem Panionium. Ustanovitev je potekala pozno v arhaičnem obdobju, vendar točen datum ni jasen. Takrat so tudi prvič izpričane zgodbe o jonski selitvi. Vse te pobude so bile verjetno namenjene poudarjanju posebnosti Joncev od drugih Grkov v Aziji.
Toda Jonska zveza je bila predvsem verska organizacija in ne politična. Čeprav so včasih delovali skupaj, so državljanski interesi in prioritete vedno prevladali nad širšimi jonskimi. Nikoli niso ustanovili prave konfederacije. Nasvet Talesa iz Mileta o združitvi v politično unijo je bil zavrnjen. V napisih in literarnih virih iz tega obdobja se Jonci na splošno identificirajo s svojim mestom izvora, ne pa kot »Jonci«.

#### Jonci v tujini
Mesta so postala uspešna. Zlasti Milet je bil v zgodnjem obdobju eno najpomembnejših komercialnih mest v Grčiji, nato pa je postal starš številnih drugih kolonij, ki so se raztezale po vsej obali Evksinskega morja in Propontide od Abida in Kizika do Trapeza. in Pantikapej. Fokaja je bila eno prvih grških mest, katerega pomorščaki so raziskovali obale zahodnega Sredozemlja. Efez, čeprav ni poslal nobenih pomembnih kolonij, je že zgodaj postal cvetoče mesto.
V 8. stoletju so jonski Grki v virih na Bližnjem vzhodu zapisani kot obalni napadalci: napis Sargona II. (ok. 709–07, zapis pomorske ekspedicije leta 715) se ponaša »sredi morja«, da je »ujel Jonce kot ribe in prinesel mir v deželo Que, Kilikijo in mesto Tir«. Celo generacijo prej so asirski napisi zabeležili težave z Jonci, ki so pobegnili na svojih čolnih.

#### Lidijska vladavina
Približno 700 pr. n. št. Gyges, prvi mernadski kralj Lidije, je vdrl na ozemlja Smirne in Mileta in naj bi zavzel Kolofon. Njegov sin Ardis je osvojil Prieno. Sredi 7. stoletja so Kimerijci opustošili velik del Male Azije, vključno z Lidijo, in oplenili Magnezijo ob Maeandru, vendar so bili poraženi, ko so napadli Efez. Šele med Krezovo vladavino (560–545 pr. n. št.) so jonska mesta popolnoma padla pod lidijsko oblast. 

### Prva ahemenidska oblast
Porazu Kreza s strani Kira Velikega je sledila osvojitev vseh jonskih mest leta 547 pr. n. št.. Ta so skupaj z drugimi grškimi mesti v Aziji postala podrejena perzijski vladavini in so bila del satrapije Lidije. V tem položaju so uživali precejšnjo avtonomijo, vendar so bili podrejeni lokalnim despotom (imenovanim "tirani"), ki so bili zvesti perzijskemu vladarju.
Umetnost in arheologija kažeta, da je bila za Jonijo v tem obdobju značilna »odprtost in prilagodljivost« do Lidijcev, Perzijcev in njihovih vzhodnih sosedov. Lidijski izdelki in luksuzni predmeti so bili zelo razširjeni.
Perzijci so uporabljali Jaunā (Jonski) kot splošni izraz za vse Grke in jih delili na Jaunā s celine v Mali Aziji, Jaunā, ki prebivajo ob morju na Egejskih otokih, Jaunā, ki prebivajo čez morje na grški celini in Jaunā s ščiti na glavi v Makedoniji.

#### Jonski upor
Na pobudo enega od tiranov, Histiaja iz Mileta, so glavna mesta okoli leta 500 pred našim štetjem sprožila Jonski upor proti Perziji. Sprva so jim pomagali Atenci in Eretrija, s pomočjo katerih so prodrli v notranjost in požgali Sarde, kar je nazadnje vodilo do perzijskega vdora v Grčijo. Jonska flota je bila poražena pri otoku Lade in uničenju Mileta po dolgotrajnem obleganju je sledila ponovna osvojitev vseh azijskih Grkov, otoških in celinskih.

### Atenski imperij
Zmage Grkov med perzijsko invazijo na Grčijo in osvoboditev Trakije, Makedonije in Jonije izpod Perzijskega cesarstva so imele za posledico pridobitev volilnih pravic njihovim sorodnikom na drugi strani Egejskega morja, bitka pri Mikali (479 pr. n. št.) v kateri je bil poraz Perzijcev v veliki meri posledica Joncev, zagotovil njihovo osvoboditev. Odslej so postali odvisni zavezniki Aten znotraj Delske zveze. Na atenskih seznamih davkov je ena od regij cesarstva Ionikos foros, regija, ki vključuje mesta Jonije, pa tudi Eolido in Mizijo na severu. Karija na jugu je bila sprva lastna regija, vendar je bila leta 438 pr. n. št. sestavljena v Ionikos foros.
Atenci so predlagali široko definicijo jonske identitete, ki je vključevala večino skupnosti pod njihovim nadzorom in poudarjala skupni izvor iz Aten. S tem so verjetno želeli legitimizirati svojo oblast nad regijo. Bilo je v nasprotju z restriktivno definicijo jonske identitete, ki jo je vzdrževala Jonska zveza.
Herodot, ki je prišel iz Halikarnasa, dorskega mesta v jugozahodni Mali Aziji, ki je bilo tudi del atenskega imperija, piše v nasprotju s trditvami Jonske zveze, da »bi bilo neumno reči, da so bolj resnični Jonci ali bolje rojeni .. ..« Med naseljenci našteva druge etnične populacije: Abante z Eubeje, Minijce iz Orhomena, Kadmejce, Driopije, Fokajce, Molose, Arkadijske Pelazge, Dorce iz Epidavra in druge. Tudi »najboljši rojeni Jonci« so imeli poročene dekleta iz Karije. Jonce definira kot vsa ljudstva, ki so bila potomci Atencev in so praznovala praznik Apaturia,  kar se ujema z ekspanzivno atensko definicijo jonske identitete.

### Satrapija (387–335 pr. n. št.)
Špartanci so razpustili Atenski imperij ob koncu peloponeške vojne leta 404 pr. n. št. Špartanci so v mesta postavili harmoste (guvernerje), vendar so jih morali umakniti, ker so Jonijo in druge grške skupnosti v Aziji obljubili Perzijcem. Leta 401 so jonska mesta in Šparta podprli Kira Mlajšega, perzijskega vladarja Male Azije, v njegovem poskusu, da bi prevzel prestol od svojega brata, kralja Artakserksa II., vendar mu ni uspelo. Artakserkse je zadolžil Tisaferna, satrapa Lidije in Karije, da ponovno zavzame jonska mesta, in Špartanci so mu nasprotovali.
Leta 396 pr. n. št. je Agezilaj II. vodil veliko odpravo v Malo Azijo, da bi branil mesta in napadel Perzijce, ki so se izkrcali v Efezu. Od tam je vdrl v Frigijo in Lidijo ter leta 395 pr. n. št. oplenil Sarde. Toda izbruh korintske vojne ga je prisilil, da se je leta 395 pr. n. št.
Regija je bila pod perzijskim nadzorom okoli leta 390 pr. n. št., ko je perzijski satrap razsodil v mejnem sporu med Miletom in Myusom. Šparta, Atene in druge celinske grške države so v Antalcidasovem miru leta 387 pr. n. št. uradno priznale perzijsko posest Jonije in drugih grških mest v Mali Aziji. V tem obdobju je bila Jonija ločena satrapija in ne del Lidije - edino v zgodovini regije, ki je oblikovala upravno enoto. Videti je, da so jonska mesta obdržala precejšnjo mero avtonomije do osvojitve Male Azije s strani Aleksandra Velikega leta 335 pr. n. št.

### Helenistično obdobje
Efez je leta 336 pr. n. št. osvojil Filip II. Makedonski v pripravah na invazijo na Perzijo, ki se je zgodila pod njegovim sinom Aleksandrom Velikim. Po bitki pri Graniku leta 334 pr. n. št. se je večina jonskih mest podredila Aleksandru, razen Mileta, ki je bil zavzet šele po dolgem obleganju. Aleksander je svojo invazijo predstavil kot osvoboditev azijskih Grkov in je zato velikodušno ravnal z Jonci ter jim podelil svobodo, avtonomijo in status brez davka.
V konfliktu, ki je izbruhnil med Aleksandrovimi nasledniki po njegovi smrti leta 323 pr. n. št. in v celotni helenistični dobi, ki je sledila, je bila Jonija sporno ozemlje, razdeljeno med kraljestva Antigonidov, Selevkidov in Ptolemajcev. Mesta so bila redno prisiljena zamenjati zvestobo od enega monarha do drugega,  vendar so lahko tudi izigravala kralje enega proti drugemu, da bi zase pridobila boljše pogoje. Kljub političnim razmeram je Jonska zveza nadaljevala z delovanjem skozi celotno obdobje.
Po zmagi v vojni z Antiohom leta 189 pr. n. št. so Rimljani postavili Jonijo pod nadzor Attalidskega kraljestva, ki je obdržalo regijo, dokler je leta 133 pr. n. št. ni priključil Rim.
Eno večjih gledaliških združenj helenističnega obdobja je bila sinoda dionizičnih umetnikov Jonije in Helesponta, ki je bila ustanovljena okrog leta 250 pr. n. št. in je imela svoj sedež zaporedoma v Teosu, Efezu, Mionezu in Lebedu.

### Rimsko cesarstvo
Jonija je leta 133 pr. n. št. postala del rimske province Azije, ki je imela glavno mesto v jonskem mestu Efez. Jonija ni imela uradnega mesta v rimski upravi province, ki je bila razdeljena na konventska okrožja, ki so se popolnoma razlikovala od tradicionalnih etničnih delitev regije. Vendar pa je Jonska zveza v tem obdobju še naprej delovala.
Geograf Strabon obravnava Jonijo kot ozek obalni pas od reke Hermus na severu do reke Maeander na jugu (čeprav ugotavlja, da so druge avtoritete vključevale nižino južno od reke). Efez obravnava kot svoje najpomembnejše mesto in predstavi neprekinjeno tradicijo intelektualne kulture v regiji, ki se razteza od arhaičnih filozofov vse do njegovih dni – v nasprotju z intelektualnim življenjem celinske Grčije, ki ga predstavlja kot stvar preteklosti. Drugi avtorji včasih uporabljajo "Ionia" kot metonim za celotno provinco Azijo.
Zmanjšana politična moč grških mest pod Rimom je povzročila večjo osredotočenost na kulturno identiteto kot vir državljanskega prestiža. V ostrem rivalstvu, ki je divjalo med mesti province Azije v obdobju Rimskega cesarstva, so jonska mesta poudarjala svojo jonsko identiteto kot »eno najčistejših, 'prvobitnih' oblik grštva,«  medtem ko so njihovi tekmeci Jonce obsojali kot preveč pod vplivom orientalskega razkošja in spominja na njihovo podporo Perzijcem v poznem 5. in zgodnjem 4. stoletju pred našim štetjem. Večina virov, ki razpravljajo o ustanovitvenih mitih Jonskega obdobja, sodi v to obdobje. Jonska mesta so obdržala lokalna imena mesecev in še naprej štela leta po istoimenskih magistratih, namesto da bi prevzela datiranje obdobij kot večina drugih mest v Mali Aziji. Značilna jonska osebna imena so ostala pogosta.

### Srednji vek in moderno obdobje
Grki so še naprej živeli v Joniji skozi Rimsko, Bizantinsko in Osmansko cesarstvo, vendar so bili leta 1922 zaradi izmenjave prebivalstva med Turčijo in Grčijo prisiljeni zapustiti regijo. Predmestja Nea Ionia in Nea Smyrni so v prvi vrsti naselili begunci iz Jonije in še vedno ohranjajo jonsko identiteto.

## Zapuščina
Od 7. stoletja pr. n. št. je bila Jonija, zlasti Milet, dom priznane jonske filozofske šole. Jonska šola, ki sta jo ustanovila Tales in njegov učenec Anaksimander, je začela revolucijo v tradicionalnem razmišljanju o naravi. Namesto da bi naravne pojave razlagali s pomočjo tradicionalne religije/mita, je bilo kulturno ozračje takšno, da so ljudje začeli oblikovati hipoteze o naravnem svetu na podlagi idej, pridobljenih tako iz osebnih izkušenj kot globokega razmišljanja. Po besedah fizika Carla Rovellija je bila to »prva velika znanstvena revolucija« in najzgodnejši primer kritičnega razmišljanja, ki bo definiralo grško in pozneje moderno misel.
Jonija ima dolgo vrsto uglednih pisateljev in znanosti (predvsem Jonsko filozofsko šolo) ter posebno umetniško šolo. Ta šola je cvetela med letoma 700 in 500 pr. n. št. Velika imena te šole so Teodor in Roek iz Samosa; Batikle iz Magnezije na Maeandru; Glavk s Hiosa, Melas, Micciades, Arherm, Bupal in Atenis s Hiosa. Pomembna dela šole, ki so še vedno ohranjena, so znameniti arhaični ženski kipi, najdeni na atenski Akropoli v letih 1885–1887, sedeči kipi Branchidae, Archermusova Nika, najdena v Delosu, in predmeti iz slonovine in elektruma, ki jih je našel D. G. Hogarth v spodnji sloji Artemisiona v Efezu.
Perzijsko poimenovanje za grščino je Jounan (یونان), transkripcija Ionia skozi staroperzijsko Jauna. Enako velja za hebrejsko besedo Javan (יוון) in sanskritsko besedo javana. Beseda je bila pozneje sprejeta v arabščini, turščini in urdujščini ter drugod.